# Haast
Haast – miasto w Nowej Zelandii, na Wyspie Południowej, w regionie West Coast.